# Примо, Кейден
Ке́йден Примо (англ. Cayden Primeau; род. 11 августа 1999, Вурхиз, Нью-Джерси) — американский хоккеист, вратарь клуба НХЛ «Каролина Харрикейнз».

## Биография

### Игровая карьера
Примо был выбран на драфте НХЛ 2017 года клубом «Монреаль Канадиенс» в 7-м раунде под общим 199-м номером. После выбора на драфте, Примо присоединился к клубу «Норт-Истерн Хаскис», команде представляющий Северо-Восточный университет. В составе «Хаскис» он отыграл два сезона, установив в сезоне 2018/19 рекорд для команды, выиграв 25 игр, а также получил премию Майка Рихтера, как лучший вратарь студенческой лиги.
31 марта 2019 года подписал с «Канадиенс» трёхлетний контракт новичка. После подписания контракта был переведён в фарм-клуб «Канадиенс» «Лаваль Рокет», в котором продолжил свою карьеру. Дебютировал в НХЛ 5 декабря 2019 года в матче с «Колорадо Эвеланш»; матч закончился победой «Эвеланш» со счётом 3:2. В дебютном для себя матче Примо отразил 32 из 35 бросков по своим воротам.
8 сентября 2022 года в качестве свободного агента подписал с «Канадиенс» новый трёхлетний контракт на сумму $2.67 млн долларов. 14 февраля 2024 года в матче с клубом «Анахайм Дакс» оформил свой первый шатаут в НХЛ; «Канадиенс» выиграли матч со счётом 5:0.

### Карьера в сборной
В составе молодёжной сборной стал серебряным призёром на молодёжном чемпионате мира 2019 года, на котором он был основным вратарём и сыграл пять игр.

## Личная жизнь
Сын бывшего хоккеиста Кита Примо, игравшего в НХЛ.